# Skeletformel
En skeletformel for en organisk forbindelse er en stenografisk repræsentation af dets molekylestruktur. Skeletformler anvendes overalt i organisk kemi, fordi de viser komplicerede strukturer tydeligt og er samtidig hurtige og enkle at tegne. 

## Kulstofskelet
Ordet "skelet" refererer til organiske forbindelsers kulstofskeletter – det vil sige de kæder, forgreninger og/eller ringe af kulstofatomer, som danner basis for strukturen af alle organiske molekyler. Skelettet kan have andre atomer (eller grupper af atomer) bundet til sine kulstofatomer. Hydrogen er det mest almindelige ikke-kulstofatom, som er bundet til kulstof og tegnes derfor ikke eksplicit. Andre atomer kaldes heteroatomer, og grupper af atomer kaldes funktionelle grupper, eftersom de giver molekylet en funktion. Heteroatomer og funktionelle grupper betegnes under et som substituenter, da de betragtes som værende en erstatning af det hydrogenatom, der ellers ville have været fastgjort til det pågældende kulstofatom i den organiske forbindelse.

## Implicitte kulstof- og hydrogenatomer
I kemiske standardformler repræsenteres kulstofatomer af symbolet C og hydrogenatomer af symbolet H. I skeletformler derimod, vises kulstofatomerne og hydrogenatomer, som er bundet til kulstof, ikke med symbolerne C og H, men det er underforstået, at der er kulstofatomer ved hvert toppunkt. Kulstofatomer formodes at have fire kovalente bindinger, så antallet af hydrogenatomer, som er påhæftet et bestemt kulstofatom, udledes ved at trække antallet af bindinger, som er tegnet det pågældende sted, fra tallet fire.
For eksempel vises skeletformlen for hexan på billedet til højre. Kulstofatomet, som er mærket C1, har kun én binding vist, så der må også være tre hydrogener bundet til det for at det totale antal bindinger bliver fire. Kulstofatomet mærket C3 har to bindinger til sig og er derfor også bundet til to hydrogenatomer.
Ethvert hydrogenatom, som er bundet til et andet grundstof end kulstof bliver vist direkte. I ethanol, C2H5OH, vises hydrogenatomet for eksempel bundet til oxygen med symbolet H, medens de hydrogenatomer, som er bundet til kulstof, ikke vises direkte. Linjer, som repræsenterer bindinger mellem heteroatomer og hydrogen, undlades gerne for overskuelighedens skyld, så en funktionel gruppe som hydroxylgruppen skrives gerne −OH i stedet for −O−H. Men nogle gange vises de,- for at fremhæve deres eksistens-, når for eksempel sådanne bindinger deltager i reaktionsmekanismer.

## Eksplicitte heteroatomer
Alle atomer, der ikke er bundet til kulstof eller hydrogen, vises direkte og betegnes med deres kemiske symboler som for eksempel Cl for klor, O for ilt og N for kvælstof. I organisk kemi betegnes disse atomer normalt heteroatomer.

## Andre symboler
Der benyttes også symboler, som ser ud til at være symboler for grundstoffer, men i stedet repræsenterer ofte forekommende substituenter eller angiver et uspecificeret medlem af en gruppe grundstoffer. Et af de mest brugte af disse symboler er Ph, der repræsenterer en fenylgruppe. En liste findes herunder.

### Grundstoffer
- X for et hvilket som helst halogenatom
- M for et hvilket som helst metalatom

### Alkylgrupper
- R for en hvilken som helst alkylgruppe eller blot en eller anden substituent
- Me for methyl
- Et for ethyl
- n-Pr for propyl
- i-Pr for isopropyl
- Bu for butyl
- i-Bu for isobutyl
- s-Bu for en sekundær butyl
- t-Bu for en tertiær butyl
- Pn for pentyl
- Hx for hexyl
- Hp for heptyl
- Cy for cyklohexyl

### Aromatiske substituenter
- Ar for en hvilken som helst aromatisk substituent
- Bn for benzyl
- Bz for benzoyl
- Ph for fenyl
- Tol for tolyl
- Xy for xylyl

### Funktionelle grupper
- Ac for acetyl (Ac er også symbolet for grundstoffet actinium. Actinium optræder dog så sjældent i organisk kemi, at brugen af Ac til at repræsentere acetylgruppen aldrig skaber forvirring).

### Leaving-grupper
- Ts for tosyl

## Flere bindinger
To atomer kan bindes ved at dele mere end et par elektroner. De normale bindinger til kulstof er enkelt-, dobbelt- og trippelbindinger. Enkeltbindinger er de mest almindelige og vises med en enkelt, fuldt optrukken linje mellem to atomer i en skeletformel. Dobbeltbindinger skrives med to parallelle linjer, og trippelbindinger med tre parallelle linjer.
I mere avancerede teorier for binding findes der ikke-heltallige værdier af bindingsordener. I disse tilfælde angiver en kombination af optrukne og stiplede linjer henholdsvis heltals- og ikke-heltalsdelene af bindingsordenen.
- Hex-3-en har en intern kulstof-kulstof dobbeltbinding
- Hex-1-en har en terminal dobbeltbinding
- Hex-3-yn har en intern kulstof-kulstof trippelbinding
- Hex-1-yn har en terminal kulstof-kulstof trippelbinding

N.B. i galleriet herover vises dobbeltbindinger med rød farve, og trippelbindinger med blå. Dette er gjort for overskuelighedens skyld – normalt anvendes ikke farve i skeletformler.

## Benzenringe
Benzenringe er meget almindelige i organiske forbindelser. For at angive delokaliseringen af elektroner over de seks kulstofatomer i ringen tegnes en cirkel inden i hexagonen af enkeltbindinger.
En alternativ måde at fremstille molekylestrukturen på er Kekulé-strukturen. Selvom den kan betragtes som værende upræcis, da den antyder tre enkeltbindinger og tre dobbeltbindinger (benzen ville således være 1,3,5-cyklohexatrien), er alle kvalificerede kemikere helt klar over delokaliseringen i benzen. Kekulé-strukturer er anvendelige, når reaktionsmekanismer ønskes vist i detaljer.

## Stereokemi
Stereokemi tegnes på en bekvem måde i skeletformler:
- Fuldt optrukne linjer repræsenterer bindinger i plan med papiret eller skærmen
- Kiler repræsenterer bindinger, der peger ud af papirets eller skærmens plan, mod iagttageren
- Stiplede linjer repræsenterer bindinger, der peger ind i papirets eller skærmens plan, væk fra iagttageren
- Bølgede linjer repræsenterer enten ukendt stereokemi eller en racemisk blanding af de to mulige enantiomerer

- 2-klor-2-fluorpentan
- Stereokemisk skeletformel for 2-klor-2-fluorpentan
- Den anden mulighed for 2-klor-2-fluorpentan
- Skeletformel for amfetamin, der viser dets racemiske natur

## Hydrogenbindinger
Hydrogenbindinger tegnes nogle gange som stiplede linjer.